# .22 Remington Jet
O .22 Remington Jet (também conhecido como .22 Jet, .22 Center Fire Magnum ou .22 CFM) é um cartucho de fogo central americano, para rifles e revólveres no calibre .22" (5,6 mm), desenvolvido em 1961.

## Visão geral
O .22 Jet desenvolvido em conjunto pela Remington em parceria com a Smith & Wesson, para ser usado no revólver Model 53, que apareceu pela primeira vez no final de 1961. Embora tivesse suas origens em potentes cartuchos wildcat, como o ".224 Harvey Kay-Chuk", que em última análise deriva do .22 Hornet, era um cartucho de estojo com aro, estilo "garrafa" baseado no estojo do .357 Magnum com diâmetro do "pescoço" diminuido para o calibre .22, com um "ombro" bastante longo e incomum.

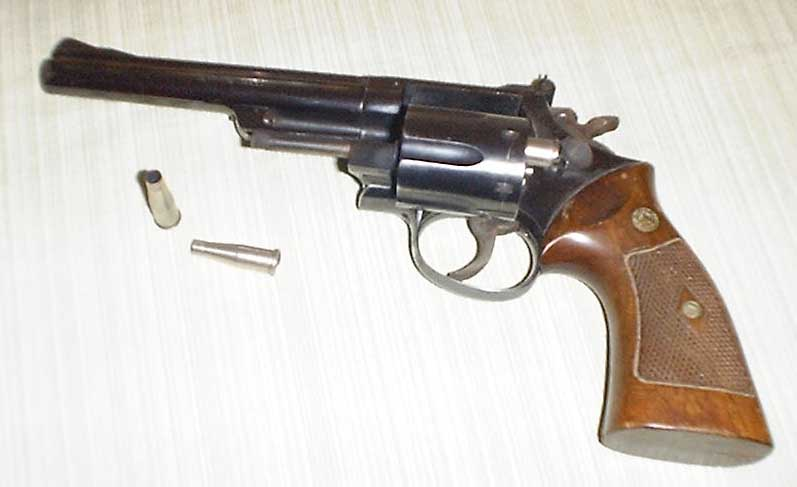
O revólver Model 53 com seus cartuchos .22 Remington Jet.

Em 1972, o Model 53 permaneceu como o único revólver com câmara para ele, enquanto a Marlin em 1972 estava planejando um rifle por ação de alavanca em .22 Jet.
O .22 Jet também era o cartucho padrão de fábrica para o T/C Contender e o design permitiu que ele atingisse todo o seu potencial. Sem folga do cilindro, sem recuo do estojo.

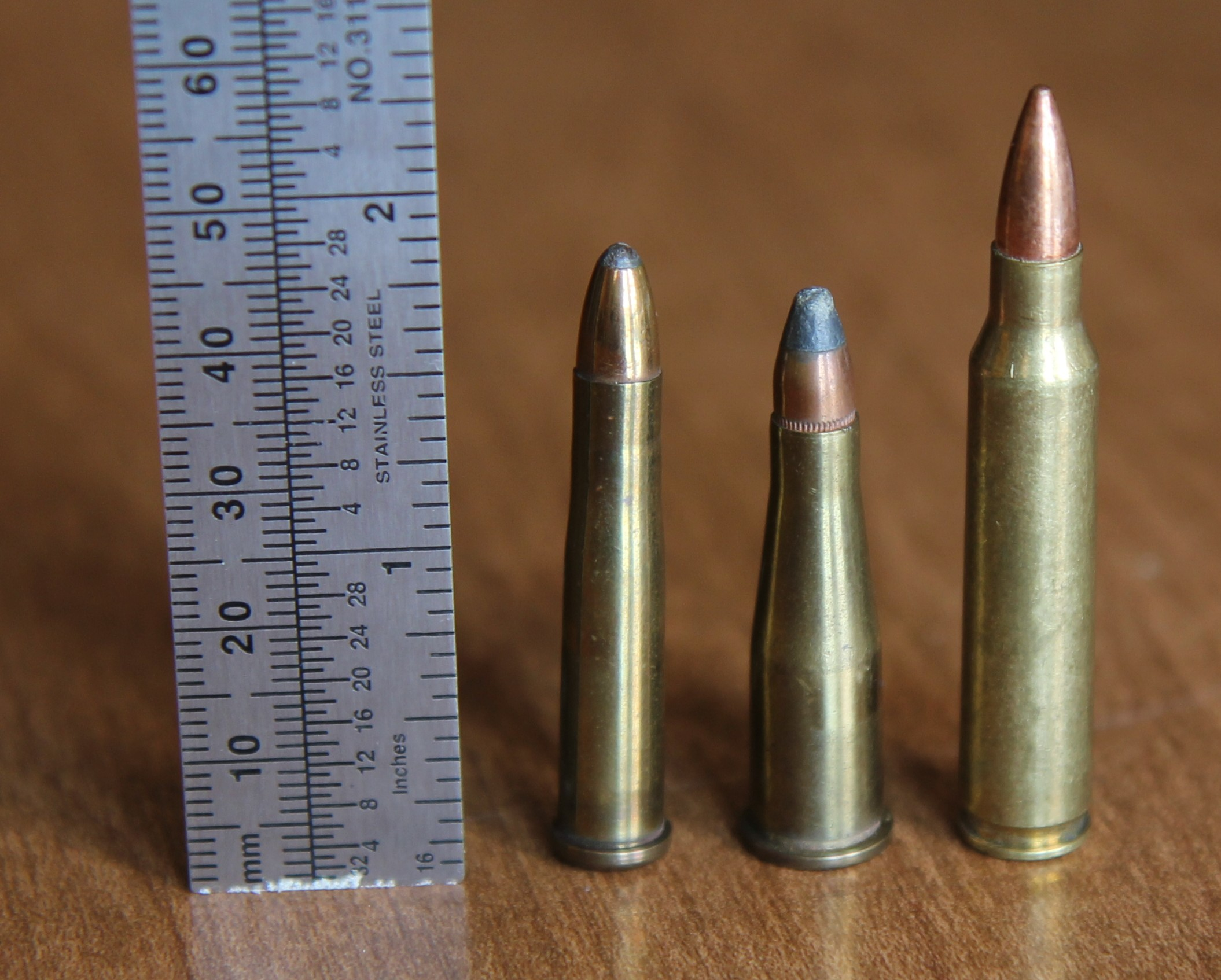
O cartucho .22 Remington Jet (centro), o .22 Hornet (esquerda)
e o .223 Remington (direita).

O .22 Jet foi projetado como um cartucho de caça de trajetória plana para armas curtas e é adequado para caça de pequenas pragas até animais de porte médio até 100 jardas (90 m). Os 2.460 pés/s (750 m/s) e 535 pés-lbf (725 J) reivindicados para cargas de teste de fábrica não foram comprovados em armas de serviço.

## Dimensões

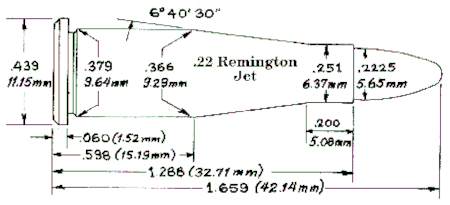